# Bob Burns (dobos)
Robert Louis „Bob” Burns (Jacksonville, Florida, 1950. november 24. – Cartersville, Georgia, 2015. április 3.) amerikai dobos, a Lynyrd Skynyrd zenekar alapító tagja. 1964-ben Gary Rossingtonnal és Larry Junstrommal alapították a Noble Five zenekart, a Lynyrd Skynyrd elődjét. Néhány beszámoló szerint az együttest már 1971-ben elhagyta, miután feljátszotta a debütáló albumot (amely azonban csak 1978-ban jelent meg). Tény, hogy 1971-es demófelvételeken már játszott a Lynyrd Skynyrdben Rickey Medlocke is, de az 1973-ban megjelenő, a kereskedelmi forgalomban debütáló albumon egy számot kivéve Burns dobolt.
1974-ben úgy döntött, hogy az állandó utazások és koncertturnék túlságosan leterhelik, ezért kilépett az együttesből, ahol Artimus Pyle váltotta fel. 1996-ban részt vett a Lynyrd Skynyrd koncertfilmjének promóciójában, és 2006. március 13-án egy alkalommal visszaült a dobok mögé.
2015. április 3-án autóbalesetben elhunyt.